# Helicostyla smargadina
Helicostyla smargadina es una especie de molusco gasterópodo de la familia Bradybaenidae en el orden de los Stylommatophora.

## Distribución geográfica
Es endémica de las Filipinas.  